# Університет Бордо IV
Університет Монтеск'є Бордо IV — колишній французький університет, відноситься до академії Бордо. Заснований 1995 року. Університет названий на честь французького письменника, правознавця і філософа Монтеск'є. 2014 року став частиною Університету Бордо.

## Історія
Університет Монтеск'є є спадкоємцем факультету права та економіки колишнього університету Бордо. Внаслідок травневих заворушень 1968 році указом Едгара Фора університет Бордо розформовано на більш дрібні: Бордо I, Бордо II і Бордо III. Університет Бордо I успадковує факультет права і точних наук. Швидке зростання кількості студентів (30 000) і співіснування таких різних дисциплін, як точні і гуманітарні науки, заважає нормальному розвитку університету. У 1995 році прийнято рішення про створення нового університету Бордо IV, основний напрям якого право і економіка, налічує 13 000 студентів. У 2014 році став частиною Університету Бордо.

## Структура
До складу університету входять 2 факультети, 5 інститутів та 3 докторські школи.
- Факультет права і політичних наук.
- Факультет економіки, менеджменту і соціально-економічної адміністрації.